# Гяндов (Шабранский район)
Гяндов (также Гяндоб, Гендаб, Гяндав азерб. Gəndov) — село и муниципалитет в Шабранском районе, Азербайджан. Располагается на Самур-Дивичинской низменности, к северо-востоку от города Шабран. Население — 2640 человек (2009). Большую часть жителей составляют таты.

## Этимология
По мнению азербайджанского филолога Гюльсюм Хусейновой, слово Гяндоб этимологизируется как «сладкая вода, сладкая как сахар вода».

## История
По сведениям «Камерального описания Кубинской провинции», составленном в 1831 году коллежским регистратором Хотяновским, в деревне Гяндоб Шешпаринского магала находившейся в распоряжении Нурмухаммед бека население состояло из суннитов ведших оседлый образ жизни и занимавшихся земледелием и ковроткачеством. К юзбаши деревни относились  Мустафа Шихмамед оглы (70) и его родственники (сыновья Джебраил, Дадаш и другие).
По сведениям 1873 года, опубликованным в изданном в 1879 году под редакцией Н. К. Зейдлица «Сборнике сведений о Кавказе», в Гендобъ было 156 дворов и 1006 жителей — татов, указанных как мусульмане-сунниты.

## Население
В материалах Азербайджанской сельскохозяйственной переписи 1921 года упоминаются селения Гендоб верхний (75 хозяйств) и нижний (120 хозяйств) Кубинского уезда Азербайджанской ССР, с преобладающим населением татами. Численность населения обеих сёл — 828 человек.
Согласно данным издания «Административное деление АССР», подготовленного в 1933 году Управлением народно-хозяйственным учётом АССР (АзНХУ), по состоянию на 1 января 1933 года в сёлах Ашагы-Гендоб и Баш-Гендоб проживало 640 (122 хозяйства, 340 мужчин и 300 женщин) и 541 человек (99 хозяйств, 270 мужчин и 271 женщина). Национальный состав всего Гендобского сельсовета, включавшего также сёла Араблар, Лейти, Пирамсан, на 54,4 % состоял из татов и на 45, 6 % из тюрок (азербайджанцев).
Также в селе проживают турки-месхетинцы.

## Язык
Советско-российский лингвист А. Л. Грюнберг, совершивший в 1950-х годах экспедиционные поездки в районы расселения татов, отмечал: «В населённых пунктах, расположенных на больших дорогах, таких как Конахкент, Афруджа, Хизы, Рустов, Гендаб, немало людей, для которых скорее можно назвать родным азербайджанский язык, чем татский».

## Известные уроженцы
- Физули Салахов — прапорщик азербайджанской армии, шахид[10].

## Достопримечательности
Специальной археологической экспедицией «Свод археологических памятников Азербайджана» (САПА) в 1978 году в Гяндове были зафиксированы и обследованы следующие исторические памятники:
- Алмастепе — поселение эпохи раннего средневековья XIV — XVI веков
- Гюлистантепе — остатки поселения раннего средневековья XIV — XVI веков.
- Кемуртепе — остатки поселения раннего средневековья IV — VII веков.

## Экономика
Вплоть до революционного времени, Гяндоб был известен на весь Кубинский уезд своим производством пшеницы. С советских времён развито виноградарство, благодаря расположению вблизи Самур-Дивичинского канала, из которого осуществляется орошение. Функционирует винодельческий завод.